# Sega Activator
Sega Activator é um controle sensorial projetado para Mega Drive pela Sega. Seus sensores usavam infravermelho para captar o calor corporal do jogador. Tinha formato octognal sem preenchimento, com pouco menos de 7 cm de altura. Era montado e colocado no chão. Possuia uma entrada para conectar ao Mega Drive para se poder jogar. O produto poderia ser montado e desmontado. Para poder iniciar o jogo, o usuário monta o controle (com 8 partes) que formava uma figura octognal, sem preenchimento. Em seguida, liga o controle a entrada de controles tradicional do Mega Drive. 
Além disso, era necessária uma fonte elétrica para que o controle funcionasse. Depois que o sistema era montado, ligava-se o controle e o Mega Drive, aguardando 20 segundos até que o controle fosse calibrado e estar pronto para uso. Após este processo, o usuário entra no Activator, se mantinha em pé e utilizava as mãos e os pés para realizar os movimentos. Não era preciso tocar no Activator, bastava mover as mãos ou pés em direção ao movimento necessário. Exemplo: Ao mover mãos ou pés no ponto 2, você consegue o efeito do botão B no joystick tradicional, o ponto 8 correspondia ao botão C, pontos 1, 3, 5 e 7 correspondiam aos botões de direção em ordem, 6 e 4 correspondiam ao botão A e ao Start. Todos esses pontos faziam com que o Sega Activator fosse muito complicado de usar para usuários iniciantes. Dois Activator poderiam ser usados ao mesmo tempo num único videogame, mantendo uma distância considerável.